# 韩国电视
大韩民国的电视事业始于1956年，主管机关为韩国广播通信委员会。如今除四家全国性电视网（KBS、MBC、SBS、EBS）外，韩国还有为数众多的地面及有线电视频道。韩国也是实行电视收费制度的国家，原则上所有电视用户都应缴纳电视收视费以资助公共广播；截至2020年，这一费用为每户每月2500韓圓。

## 历史
1956年5月12日，韩国（同时也是整个朝鲜半岛）历史上第一家电视台——HLKZ-TV开播。HLKZ-TV为商业电视台，由美国RCA旗下的KORCAD公司创立，在9频道（美国及韩国标准，186－192 MHz）播出，功率100 W。1957年9月15日，驻韩美军汉城（首尔）龙山基地的AFKN-TV（今AFN-Pacific的韩国分部）开播，之后开始通过地面电视播出（2012年5月1日停止地面传输）。1959年，HLKZ-TV总部失火，只能借用AFKN的频道播出，后因经营难以为继，于是在1961年被韩国政府收购，呼号变更为HLKA-TV（即现在的KBS 1TV）。1964年5月27日，东洋广播公司（TBC）开播，同年年底TBC-TV开播；另外1961年开播的文化广播公司（MBC）也于1969年开播了MBC-TV频道。1973年，韩国国营的韩国广播公司（KBS）转为公营。20世纪70年代，韩国政府加强了对媒体的干预。1972年，朴正熙政府通过非常戒严令，加强对媒体审查，后又以提高电视节目质量为借口修订了《放送法》，要求所有电视台和广播电台在节目播出前后进行审查。
1980年5月，时任国军保安司令全斗焕（后成为韩国总统）发布全国扩大戒严令，并实行“言论统废合”，TBC被并入KBS，TBC-TV成为KBS 2TV，MBC也在事实上成为国营广播公司。1980年12月，韩国的彩色电视节目开播，全斗焕政府也以所谓“3S政策”——screen（屏幕）、sports（体育）和sex（性）试图减少民众不满。尽管处于高压统治之下，20世纪80年代仍然是韩国电视史上的一个黄金时期：每周节目时数从1979年的56小时增加到1989年的近88.5小时；全国电视台数量从1979年的12家增加到1989年的78家；电视机数量从1979年的400万台增加到80年代末期的近600万台；KBS和MBC两大台的竞争也日趋白热化。
随着全斗焕下台，韩国舆论环境日渐宽松。1990年，KBS 3TV脱离KBS，并入新成立的韩国教育放送公社（EBS）。1991年，首爾广播公司（SBS）成立，并于当年12月9日推出SBS-TV，韩国时隔11年再次出现商业电视台（同时也成为迄今为止韩国唯一的全国性商业无线电视网），韩国三大台的局面也就此形成。此外1990年代韩国引入有线电视系统，卫星电视也得到了发展。
2008年，韩国国会通过了《报纸法》、《电视广播法》和《IPTV法》之后，韩国电视行业进一步放宽。2011年，JTBC、Channel A、TV朝鲜和MBN四家综合编成频道开播。
2012年12月31日，韩国停止了除对北宣传频道外所有模拟电视信号的传输。

## 技术规格
韩国的电视标准与美国保持一致。模拟电视方面，韩国采用NTSC制式，分辨率480i。地面数字电视则采用ATSC制式，全高清分辨率。频道划分也采取美国标准。移动电视方面，韩国采用该国研发的DMB标准。